# Miquel Llacuna Alemany
Miquel Llacuna i Alemany (Igualada, 13 de desembre de 1915 – 6 de setembre de 1967) va ser un artista pintor i professor de dibuix.

## Biografia
Va estudiar al col·legi dels Germans Maristes d'Igualada i paral·lelament assistia a classes de dibuix a l'escola de Laura Quadreny. Va ser un dels fundadors de Les Arts del Dibuix (1934). Més endavant, va estudiar perspectiva i escenografia a l'Institut del Teatre de Barcelona sota el mestratge de Josep Mestres Cabanes. També va assistir a classes a la Llotja i va formar part de l'associació Amics de l'Art Vell. Va ser mobilitzat durant la Guerra Civil i el 1940 va començar el servei militar prop de Tetuan. En tornar a Igualada, va exercir de professor de dibuix a diversos centres educatius i va ser designat Cap Comarcal de l'Obra Sindical en l'apartat d'Artesania i director i professor de dibuix de l'Escola de l'Obra Sindical de Formació Professional, càrrec que va ocupar fins al 1950. També va obrir una escola pròpia de dibuix. El 1955 es va matricular a l'Escola Superior de Belles Arts de Sant Jordi, on va obtenir el títol de professor de dibuix. Va formar part de la secció d'Art del Centre d'Estudis Comarcals d'Igualada CECI i va ser soci del Círculo Artístico-Instituto Barcelonés de Arte. El 1964 va aprovar les oposicions de catedràtic de dibuix d'institut i va anar a exercir a Cadis. En aquella mateixa època era professor interí de la l'Escola d'Arts Aplicades i Oficis Artístics.

## L'artista
El seu estil s'inclou en la concepció més clàssica de l'art sense abraçar les avantguardes contemporànies. Va estudiar el cos humà, captant-lo amb quatre línies o fent-ne una anàlisi detallada. Color i llum són dos elements que entren tard en la seva trajectòria. Els primers anys, el color era només un complement del dibuix. La seva obra té dos suports importants, un de tècnic, amb un fort domini de la perspectiva, i l'altre intel·lectual a partir de les seves creences religioses, un bon coneixement de la Bíblia, dels simbolismes i la litúrgia. Va dedicar la seva vida a trobar el traç més concís, alhora que el més personal i impecable per fer un «bell art». Un procés en el qual va ser meticulós, metòdic, curós i primmirat.

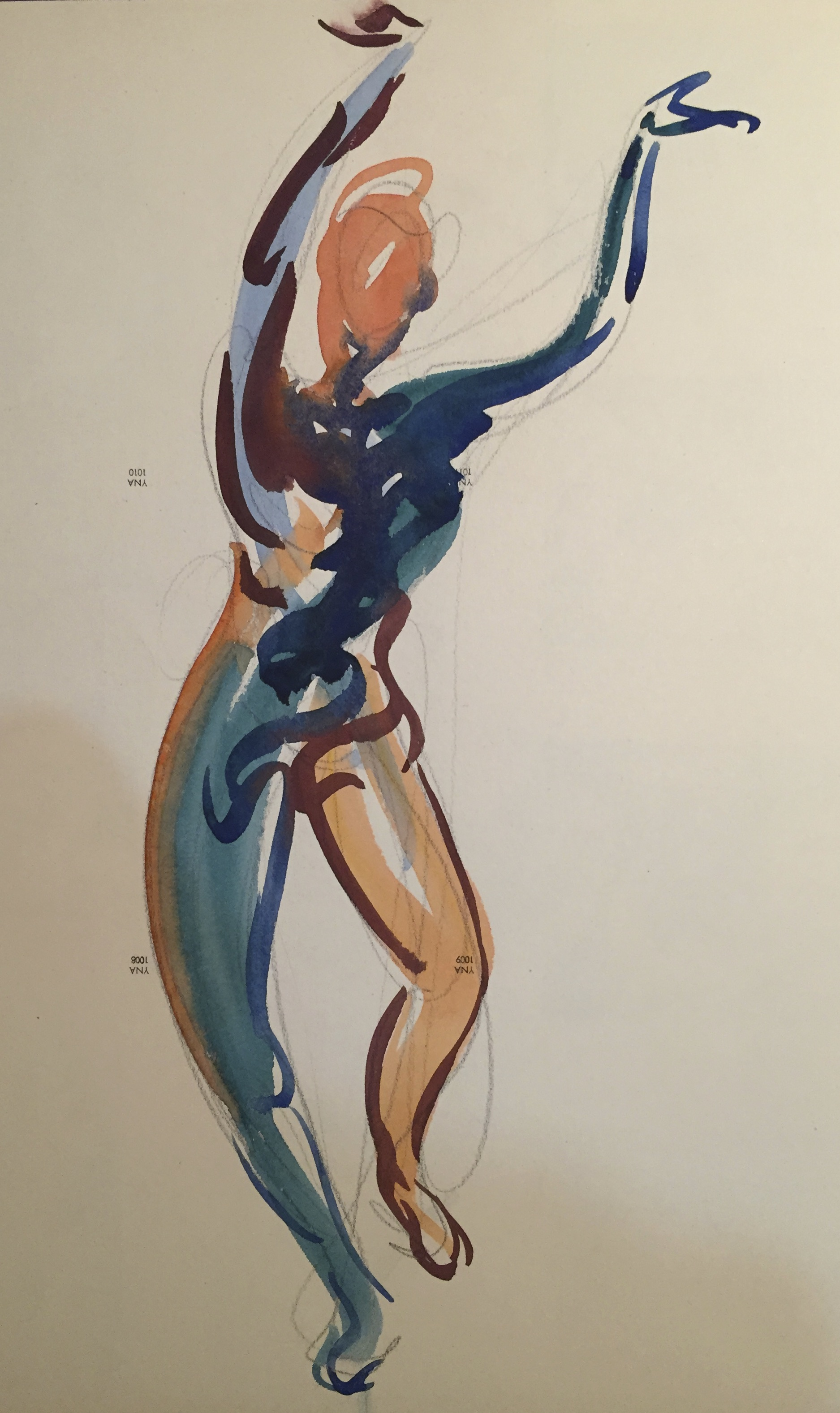
Sèrie dansa 1

## L'obra
El conjunt de la seva obra es pot estructurar en quatre àmbits: 

### Edicions YNA
L'any 1956, va crear Edicions Yna (les tres últimes lletres del seu segon cognom), dedicada a realitzar recordatoris i felicitacions de Nadal. Cal esmentar també: calendaris per a la cereria Cardona, capçaleres de periòdics (Hoja Dominical de Igualada (1939 i 1945), Immaculata (1945) i Boletín Católico), cartells, crides de Reis, estampes, goigs, il·lustracions per a periòdics, portades de llibres (Lluís M. Cardona Vall: Breu historial de la capella de la Mare de Déu de Montserrat d'Igualada; Ramon Solsona i Cardona: Con capa y chistera i Mi ciudad y yo), logos, nadales, programes, recordatoris, postals, etc.

### Projectes
L'obra de Llacuna es va centrar en realitzacions de tipus religiós. Va encarregar-se de la rehabilitació d'esglésies i capelles malmeses en el període bèl·lic. Així, entre 1943 i 1952, va treballar en l'altar de Sant Antoni Maria Claret (Barcelona), la capella de la Mare de Déu de Montserrat (Igualada), la làmpada votiva de la comarca de l'Anoia a la Mare de Déu de Montserrat, (Montserrat), l'altar de l'església parroquial (Sant Feliu de Pallerols) i els quatre evangelistes de la capella del Sant Crist de la basílica de Santa Maria (Igualada). A partir de 1956, el seu estil va agafar unes formes i uns colors totalment diferents com es pot observar a: l'altar de Sant Antoni M. Claret de la basílica de Santa Maria (Igualada), l'altar del Santíssim (Copons) i la decoració integral de les esglésies de Santa Maria del Camí (Veciana) i la de les germanes Carmelites (Falset) (desapareguda).

### Dibuixos, pintures i estudis
Els primers dibuixos eren fets al carrer, amb pocs traços i concisos, i el que intentava era captar el moviment. També dibuixava paisatges urbans i del port de Barcelona, molt precisos pel que fa a l'arquitectura i la perspectiva. En la mateixa línia hi ha els dibuixos de la seva estada al Marroc. El color no és taca sinó línia, moltes línies en paral·lel. Una segona etapa constitueix la recerca de perfecció en la plasmació del cos humà: dibuixos d'estudi fets del natural amb carbó i llapis. En l'última etapa, la de Cadis, hi ha els quadres de maduresa, plens de llum i tranquils.

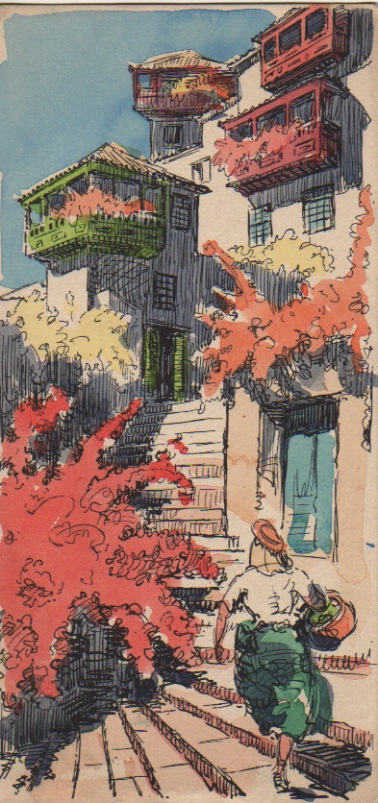
Canarias 6

### Exposicions i conferències
L'any 1941, va presentar dues exposicions, una per a la Festa Major d'Igualada –la seva primera individual–, i una altra a la Sala Dalmau de Barcelona. També va participar en l'exposició Arte Religioso Actual, amb motiu del Congrés Eucarístic de Barcelona (1952), va exposar paisatges i tipus populars a les Canàries amb l'edició d'una col·lecció de postals i també a Manresa (1956) i a la Virreina (Barcelona, 1960). L'any 1987, l'Ajuntament d'Igualada va organitzar una exposició antològica de la seva obra, M. Llacuna 1915-1967, amb la publicació d'un acurat catàleg. Molt interessat en la pedagogia de l'art, a més de dedicar-s'hi professionalment, va donar conferències a: l'associació Cultores Sanctae Sidonis (Barcelona, 1945), el Centre d'Estudis Comarcals d'Igualada, l'Escola Pia i el Cercle de Cultura Torras i Bages (1961).